# (226514) 2003 UX34
(226514) 2003 UX34 – planetoida z grupy Apollo, znajdująca się blisko Ziemi. Ekscentryczność orbity planetoidy wynosi 0,616, jej absolutna wielkość gwiazdowa wynosi 20,0.

## Powstanie
Podobnie jak inne planetoidy, 2003 UX34 powstała z pierwotnej mgławicy słonecznej jako fragment planetozymalu, obiektu w młodej mgławicy, który nie był na tyle duży, aby stać się planetą.